# František Dostál (poslanec Říšské rady)
František Dostál (9. ledna 1855 Morašice – 30. ledna 1921 Morašice) byl rakouský a český rolník a politik, na přelomu 19. a 20. století poslanec Českého zemského sněmu a Říšské rady.

## Biografie
Vychodil obecnou školu, další vzdělání získal samostudiem a četbou. Profesí byl rolníkem v rodných Morašicích. Koncem 19. století se uvádí jako náměstek okresního starosty v Litomyšli. Zároveň byl členem okresní školní rady, kuratoria hospodářské školy a předsedou hospodářského spolku. Uvádí se i jako okresní starosta. Byl též starostou Morašic. Byl rovněž velitelem morašického sboru dobrovolných hasičů, jednatelem tamního zpěváckého spolku a předsedou spolku Růžový palouček. Rodinnou usedlost čp. 8 kvůli svým politickým povinnostem pronajal a sám se odstěhoval s matkou na vejminek.
V 90. letech 19. století se zapojil i do zemské politiky. Ve volbách v roce 1895 byl zvolen v kurii venkovských obcí (volební obvod Jičín, Sobotka, Lomnice, Libáň) do Českého zemského sněmu. Politicky patřil k mladočeské straně. V dubnu 1902 se v doplňovacích volbách na zemský sněm vrátil, nyní za kurii venkovských obcí, obvod Litomyšl, Polička (poté co zemřel tamní poslanec Jan Lenoch).
Zasedal také v Říšské radě (celostátní zákonodárný sbor), kam usedl ve volbách do Říšské rady roku 1897 za všeobecnou kurii, 17. volební obvod: Písek, Mirovice, Strakonice atd.
Za první světové války se stal předsedou České zemědělské společnosti pro zpeněžení hospodářského zvířectva (možná Sdružení českých zemědělců pro Království české (Verband der tschechischen Landwirte für das Königreich Böhmen), kterého byl členem od roku 1912). Tato organizace měla monopol na zásobování armády masem. Po válce čelil Dostál kritice v tisku, že se díky tomuto angažmá osobně obohatil. Zahořkl, rezignoval na politické funkce a zbytek života strávil ve svém příbytku v Morašicích.